# Col Wilkerson
Pour les articles homonymes, voir Wilkerson.
 (juin 2019).
Le col Wilkerson, en anglais Wilkerson Pass, est un col des montagnes Rocheuses situé dans l'État du Colorado, à une altitude de 2 896 m.